# Traiettoria circumlunare

La traiettoria seguita da Apollo 13

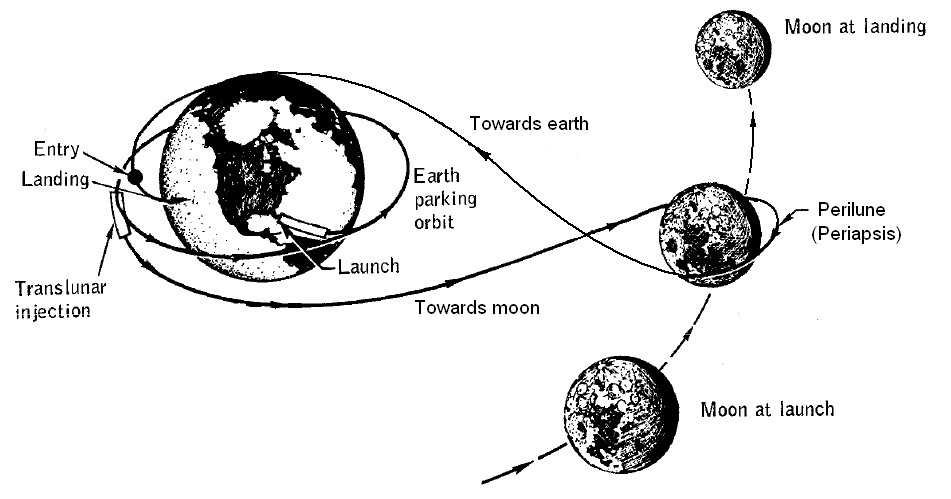
Abbozzo di una traiettoria circumlunare (non in scala).

Una traiettoria circumlunare, traiettoria trans-lunare o ritorno libero lunare è un tipo di traiettoria di ritorno libero che porta un veicolo spaziale dalla Terra alla faccia nascosta della Luna, poi di nuovo sulla Terra, con il solo ausilio della gravità una volta che la traiettoria iniziale è impostata. Il razzo BFR percorrerà una traiettoria circumlunare in occasione del progetto #dearMoon, pianificato per il 2023. 

## Contesto
Il primo veicolo a effettuare una traiettoria circumlunare fu Luna 3. Le traiettorie circumlunari sono state usate dalle missioni Apollo prima dell'inserimento in orbita lunare, per fornire un ritorno libero alla Terra nel caso di un malfunzionamento al sistema di propulsione durante il tragitto per la Luna. È stata usata su Apollo 13, quando una rottura a un serbatoio di ossigeno ha reso necessario il ritorno a Terra senza accendere il motore del modulo di servizio, sebbene sia stato necessario fare una serie di correzioni di rotta con il motore di discesa del modulo lunare per mantenere la traiettoria.
Una serie di missioni con equipaggio con lo scopo di condurre volontariamente sorvoli circumlunari sono state proposte, ma non effettuate. Tra queste ci sono il sovietico Sojuz 7K-L1 o il programma Zond, e molte proposte degli USA, compresa Gemini-Centaur e una primitiva proposta di Apollo.